# San Felipe (Filipinas)
San Felipe es un municipio filipino de cuarta clase, perteneciente a la provincia de Zambales, en la región de Luzón Central.

## Historia
Hacia mediados del siglo XIX, el lugar, por entonces perteneciente a San Narciso, tenía contabilizados alrededor de 1717 habitantes, repartidos en 286 casas. Aparece descrito en el segundo volumen del Diccionario geográfico, estadístico, histórico de las Islas Filipinas (1851) de Manuel Buzeta Núñez y Felipe Bravo con las siguientes palabras:

FELIPE (San): pueblo, que forma jurisd. civil y ecl. con el de San Narciso, en la isla de Luzon, prov. de Zambales, dióc. del arz. de Manila; hállase sit. en terreno llano, próximo á la costa; su clima templado y saludable. Tiene como unas 286 casas, en general de sencilla construccion, y dista 1 ½ leg. de San Narciso, su matriz, á cuyo term. pertenece, y con la cual damos sus prod., ind. y com., por ser los mismos pobl. 1,718 alm.
(Buzeta y Bravo, 1851, p. 36)

En 2020, tenía censados 25 033 habitantes.